# Cité Dupetit-Thouars
La cité Dupetit-Thouars est une voie du 3e arrondissement de Paris, en France.

## Situation et accès

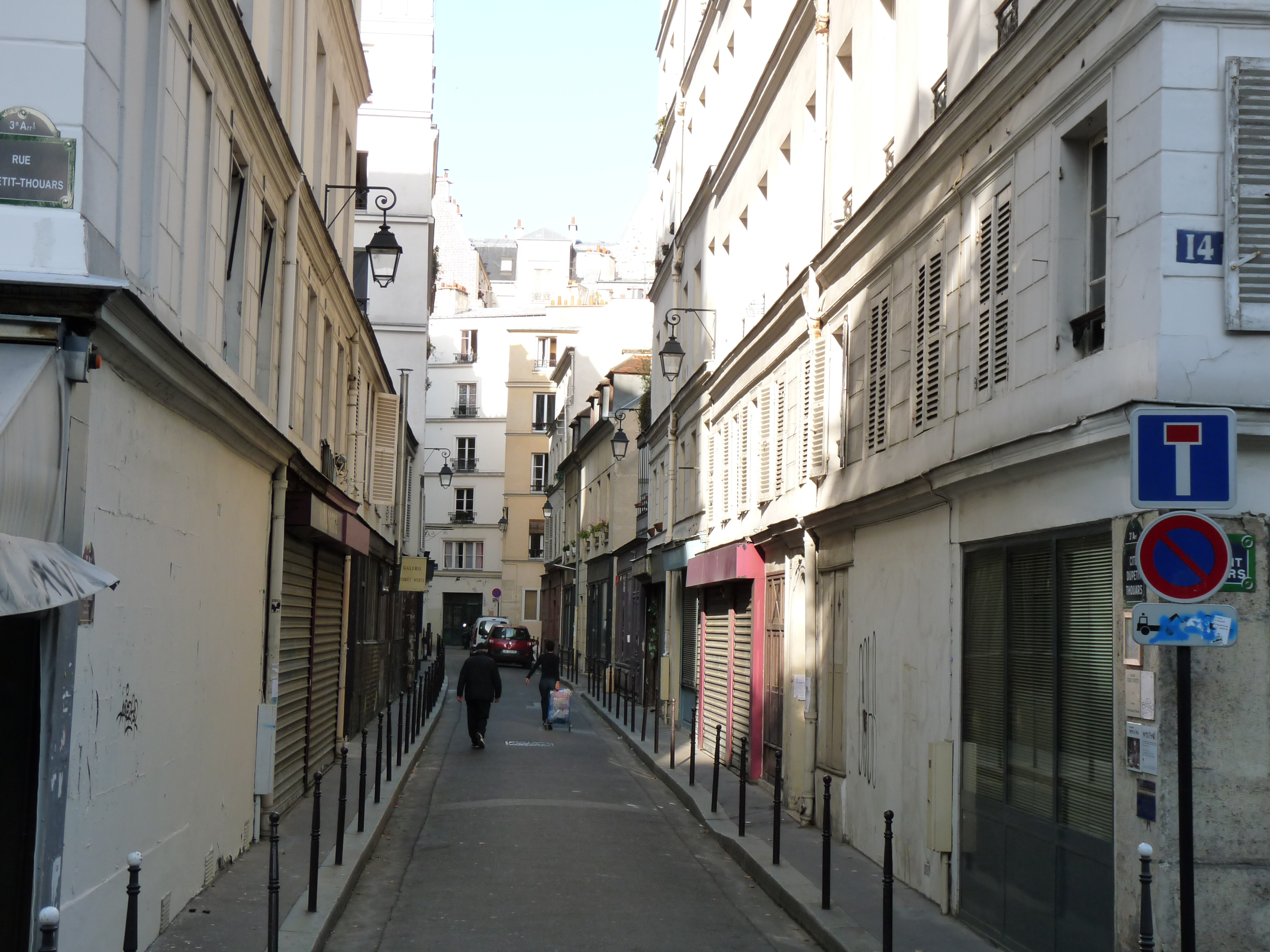
Vue depuis la rue Dupetit-Thouars.

La cité Dupetit-Thouars est une voie publique située dans le 3e arrondissement de Paris. Elle débute au 14, rue Dupetit-Thouars et se termine en impasse.

## Origine du nom
Elle tient son nom du voisinage de la rue Dupetit-Thouars, de laquelle elle part.

## Historique
La voie, impasse depuis l'origine, a été ouverte en 1841 sous le nom de « cité » et « impasse Boufflers » car elle avait été percée sur l'emplacement de l'hôtel de Boufflers du prieuré du Temple.